# مرسوم الضرورة
مرسوم الضرورة تسمية قانونية تطلق على الحق الدستوري الذي يملكه أمير دولة الكويت بموجب المادة الحادية والسبعين من الدستور الكويتي، التي تجيز له أن يصدر بموجبها مراسيم لها قوة القانون عل‍ى ألا تكون مخالفة للدستور أو للتقديرات المالية للدولة، ويسقط المرسوم إذا لم يعرض على مجلس الأمة الكويتي خلال خمسة عشر يومًا من تاريخ إصداره أو إذا لم يقره المجلس، ويسقط كذلك بحكم المحكمة الدستورية الكويتية إذا حكمت بأنّه مخالف للدستور.